# فرانسو دي بنافيو
فرانسو دى بانفيو (ولدت 12 ديسمبر 1948، مويفرى-جراندى «موسيل») كانت تعمل كنائبة سابقة في البرلمان ووزيرة سياحة سابقة بفرنسا.

## عائلتها
فراسنو دى بنافيو هي ابنة فرانسو مسوفى وزير رياضة سابق بحكومة شارل ديجول ، اما والدتها فهى هيلين ميوسفى سكرتير الدولة المسؤول عن الصحة والضمان الاجتماعى في عصر فاليرى جيسكار، اما اخوها وهو الآن ميسوفى فقد كان عضو في البرلمان ولكنه خسر في الانتخابات التي أقيمت عام 2007. وهي زوجة رجل الأعمال جوى دى بنافيو.

## تعليمها ووظيفتها
حصلت على الماجستير في علم الاجتماع في كلية العلوم الأنسانية بباريس. بالأضافة إلى ذلك تخرجت من غرفة باريس للتجارة والصناعة. وبعد فترة قصيرة من عملها في الشركة عملت مساعدة لوالدها اثناء عمله كعضو في البرلمان.

## عملها السياسى
بدأت عملها السياسى في الحكومة المحلية عام 1979. واختيرت لعضوية المجلس بباريس. وفي الفترة من 1980-1983 عملت نائبة رئيس البلدية المسؤول عن الشؤون الخارجية في حكومة جاك شيراك ، وفى الفترة من 1983-1995 شغلت منصب نائب رئيس البلدية المسؤول عن الثقافة.
وفي عام 1986 فقد أصبحت عضوة في البرلمان بجانب تعينها كنائبة لوزير المالية الآن جوبيه.واختيرت كعضوة بالبرلمان بباريس في الانتخابات لأعوام 1988،1993،1997،2002،2007.
ودعمت جاك شيراك في الانتخابات الرئاسية عام 1995، وبناء على ذلك عينت كوزيرة للسياحة في حكومة الان جوبيه1، وبسبب فشلها في إدارة الوزراة في وزارة الآن جوبيه 2 استمر عملها 6 أشهر فقط. وفي الفترة من (1995-2001) اثناء مسيرة تبرى بركار كرئيس للبلدية ببايرس، استمرت كمساعدة لوزير البلدية المسؤول عن المنتزهات، والحدائق ، والمساحات الخضراء.
وفي الفترة من 1996-1997 أصبحت ممثل فرنسا الدائم في اليونسكو. وفي عام 1997 اختيرت مجددا كنائبة بالبرلمان. وفي الفترة من 2001-2008 عينت كرئيس للبلدية في دورتها السابعة عشر. وفي عام 2002 عينت كرئيس للبرلمان في الانتخابات التي أجريت وكانت عضوة ضد المرشح برنار بونس، شاركت بالانتخابات كعضوة وانضمت إلى نواب اتحاد الحركة الشعبية المختلفة.
وفي الفترة من 2002-2007 عينت كنائب لرئيس مجموعة الحزب الحاكم في الجمعية، وفي عام 2005 أصبحت سكرتيرة مسؤولة عن الثقافة في الحزب. وفي عام 2006 أصبحت مسؤولة عن مشاكل المجتمع. اما في عام 2007 انتخبت كنائبة بالبرلمان من أول جولة. وفي عام 2008 اختيرت كمرشح لرئاسة البلدية بباريس، ولكن خسرت الانتخابات ضد بيرتراند دالونى.

## وظائفها

### الحكوماتالمحلية
25 مارس 1979-30 مارس 2014 : عضو بالمجلس بباريس
1980-2001 : مساعد رئيس البلدية بباريس
19 مارس 2001-16 مارس 2008 : رئيس البلدية في دورتها السابعة عشر

### المجلس
2 أبريل 1986-14 مايو 1988 : نائبة بالبرلمان بباريس
23 يونيو 1988-18 يونيو 1995 : نائبة بالدائرة الانتخابية في دورتها السابعة عشر
12 يونيو 1997-18 يونيو 2002 : نائبة بالدائرة الانتخابية في دورتها السابعة عشر
19 يونيو 2002-19 يونيو 2012 : نائبة بالدائرة الانتخابية في دورتها السادسة عشر

### الحكومة
18 مايو 1995-7 نوفمبر 1995 : وزيرة السياحة

### اخر
سبتمبر 1996-يونيو 1997 : الممثل المقيم بمنظمة اليونسكو
1 أغسطس 2002-19 يونيو 2012: عضوة رئيسية بالمجلس الوطنى لليونسكو